# Molekuláris asszemblémázó
A K. Eric Drexler meghatározása szerint a molekuláris asszambláló egy "javasolt eszköz, amely képes kémiai reakciókat irányítani a reaktív molekulák atomi pontossággal történő elhelyezésével". A molekuláris összeszerelő egyfajta molekuláris gép. Néhány biológiai molekula, például a riboszómák megfelelnek ennek a meghatározásnak. Ez azért van így, mert utasításokat kapnak a hírvivő RNS-től, majd az aminosavak meghatározott szekvenciáit összeállítják, hogy fehérjemolekulákat építsenek. A "molekuláris összeszerelő" kifejezés azonban általában elméleti, ember alkotta eszközökre utal.
A brit Mérnöki és Fizikai Tudományos Kutatási Tanács 2007-től kezdődően támogatta a riboszómához hasonló molekuláris összerakók fejlesztését. Nyilvánvaló, hogy a molekuláris összerakók ebben a korlátozott értelemben lehetségesek. A Battelle Memorial Institute által vezetett és több amerikai nemzeti laboratórium által támogatott technológiai útiterv-projekt az atomi pontosságú gyártási technológiák széles skáláját vizsgálta, beleértve a programozható molekuláris összeszerelés korai generációjának és hosszabb távú kilátásait is; a jelentést 2007 decemberében adták ki. 2008-ban a Mérnöki és Fizikai Tudományos Kutatási Tanács hat év alatt 1,5 millió font támogatást nyújtott a gépesített mechanoszintézist célzó kutatásokra, többek között az Institute for Molecular Manufacturing intézettel partnerségben.
Hasonlóképpen, a "molekuláris összeszerelő" kifejezést a tudományos fantasztikumban és a populáris kultúrában a fantasztikus atommanipuláló nanomasinák széles skálájára használják, amelyek közül sok a valóságban fizikailag lehetetlen. A "molekuláris összeszerelőkkel" kapcsolatos viták nagy része abból adódik, hogy az elnevezés használata mind a műszaki koncepciókra, mind a népszerű fantáziavilágra zavart okoz. Drexler 1992-ben bevezette a rokon, de jobban megértett "molekuláris gyártás" kifejezést, amelyet úgy definiált, mint a programozott "komplex szerkezetek kémiai szintézisét reaktív molekulák mechanikus elhelyezésével, nem pedig egyes atomok manipulálásával".
Ez a cikk főként a közkeletű értelemben vett "molekuláris összeszerelőket" tárgyalja. Ezek közé tartoznak az egyes atomokat manipuláló hipotetikus gépek és az organizmusszerű önreprodukáló képességekkel, mobilitással, táplálékfogyasztási képességgel stb. rendelkező gépek. Ezek teljesen különböznek azoktól az eszközöktől, amelyek pusztán (a fenti definíció szerint) "kémiai reakciókat irányítanak a reaktív molekulák atomi pontossággal történő elhelyezésével".
Mivel szintetikus molekuláris összeszerelőket még soha nem építettek, és a fogalom jelentésével kapcsolatos zavarosság miatt sok vita alakult ki arról, hogy a "molekuláris összeszerelők" lehetségesek-e, vagy csupán sci-fi. A zűrzavar és a vita abból is ered, hogy a nanotechnológiához sorolják őket, amely a laboratóriumi kutatás aktív területe, amelyet már valós termékek előállítására is alkalmaztak; a közelmúltig azonban nem voltak kutatási erőfeszítések a "molekuláris összeállítók" tényleges megépítésére.
Ennek ellenére David Leigh csoportjának 2013-as, a Science című folyóiratban megjelent tanulmánya részletesen ismerteti azt az új módszert, amellyel egy mesterséges molekuláris gépezet segítségével, egy molekuláris szál által irányított peptid szekvenciaspecifikusan szintetizálható. Ez ugyanúgy működik, mint a fehérjéket építő riboszóma, amely egy hírvivő RNS tervrajz alapján rakja össze az aminosavakat. A gép szerkezete egy rotaxánon alapul, amely egy molekuláris tengely mentén csúszó molekulagyűrű. A gyűrű egy tiolátcsoportot hordoz, amely az aminosavakat sorrendben leveszi a tengelyről, és egy peptid-összeszerelési helyre juttatja őket. Ugyanez a csoport 2018-ban publikálta ennek a koncepciónak egy fejlettebb változatát, amelyben a molekulagyűrű egy polimerpályán ingázik, hogy egy olyan oligopeptidet állítson össze, amely képes α-hélixbe hajtogatni, amely képes egy kalcon-származék enantioszelektív epoxidálására (az enzimet összerakó riboszómára emlékeztető módon). Egy másik, a Science 2015. márciusi számában megjelent tanulmányban az Illinois-i Egyetem kémikusai egy olyan platformról számolnak be, amely automatizálja a kismolekulák 14 osztályának szintézisét, több ezer kompatibilis építőelemmel.
David Leigh csoportja 2017-ben egy olyan molekuláris robotról számolt be, amely úgy programozható, hogy egy molekuláris termék négy különböző sztereoizomerjének bármelyikét előállítsa, mégpedig úgy, hogy egy nanomechanikus robotkar segítségével egy molekuláris szubsztrátot mozgat egy mesterséges molekuláris gépezet különböző reaktív helyei között. A News and Views kísérő cikke "A molecular assembler" címmel vázolta a molekuláris robot működését, amely gyakorlatilag egy prototipikus molekuláris összeszerelőgép.

## Nanógyárak
A nanógyár egy olyan javasolt rendszer, amelyben a nanomasinák (amelyek molekuláris összeszerelőgépekre vagy ipari robotkarokra hasonlítanak) mechanoszintézis útján kombinálnák a reaktív molekulákat, hogy nagyobb, atomi pontosságú alkatrészeket építsenek. Ezeket pedig különböző méretű pozícionáló mechanizmusok raknák össze, hogy makroszkopikus (látható), de még mindig atomi pontosságú termékeket hozzanak létre.

Egy tipikus nanigyár elférne egy asztali dobozban, K. Eric Drexler Nanosystems című szaklapban közzétett elképzelése szerint: Molekuláris gépek, gyártás és számítás (1992) című könyvében, amely a "felfedező mérnöki munka" figyelemre méltó műve. Az 1990-es években mások is kiterjesztették a nanógyár koncepcióját, többek között Ralph Merkle elemzése a nanógyár konvergens összeszereléséről, J. Storrs Hall rendszerszintű tervezése egy replikáló nanógyár architektúrájáról, Forrest Bishop "Universal Assembler"-je, a Zyvex által szabadalmaztatott exponenciális összeszerelési folyamat, valamint Chris Phoenix (a Center for Responsible Nanotechnology kutatási igazgatója) egy "primitív nanógyár" felső szintű rendszerszintű tervezése. Mindezeket a nanigyár terveket (és még többet) Robert Freitas és Ralph Merkle a Kinematic Self-Replicating Machines (2004) 4. fejezetében foglalja össze. A Freitas és Merkle által 2000-ben alapított Nanofactory Collaboration egy olyan célzott, folyamatban lévő erőfeszítés, amelyben 10 szervezet és 4 ország 23 kutatója vesz részt, és amely egy gyakorlati kutatási programot dolgoz ki, amely kifejezetten a pozícióvezérelt gyémánt mechanoszintézis és a gyémánt nanofactory fejlesztésére irányul.
2005-ben John Burch Drexlerrel együttműködve számítógépes animációs rövidfilmet készített a nanógyár koncepciójáról. Ezek a víziók sok vitát váltottak ki, több intellektuális szinten is. Senki sem fedezett fel megoldhatatlan problémát a mögöttes elméletekkel kapcsolatban, és senki sem bizonyította, hogy az elméleteket át lehet ültetni a gyakorlatba. A vita azonban folytatódik, és egy részét a molekuláris nanotechnológia című cikk foglalja össze.
Ha sikerülne nanógyárakat építeni, a világgazdaságban bekövetkező súlyos zavarok egyike lenne a sok lehetséges negatív hatásnak, bár azzal is lehet érvelni, hogy ez a zavar kevés negatív hatással járna, ha mindenkinek lennének ilyen nanógyárai. Nagy előnyök is várhatóak. A tudományos-fantasztikus irodalom különböző művei ezeket és hasonló koncepciókat vizsgáltak. Az ilyen eszközökben rejlő lehetőségek szerepeltek egy nagyszabású brit tanulmány megbízatásában, amelyet Dame Ann Dowling gépészmérnök professzor vezetett.

## Önreprodukció
A "molekuláris összeszerelőket" összetévesztették az önreprodukáló gépekkel. Egy kívánt termék gyakorlati mennyiségének előállításához egy tipikus sci-fi univerzális molekuláris összeszerelő nanoszintű méretéhez rendkívül nagy számú ilyen eszközre van szükség. Azonban egyetlen ilyen elméleti molekuláris összeszerelőgépet is be lehetne programozni önmásolásra, amely sok másolatot készíthetne magából. Ez lehetővé tenné az exponenciális gyártási sebességet. Aztán miután elegendő mennyiségű molekuláris összeszerelő állt rendelkezésre, azokat újraprogramoznák a kívánt termék előállítására. Ha azonban a molekuláris összeszerelők önreprodukcióját nem korlátoznák, akkor az a természetben előforduló szervezetekkel való versengéshez vezethetne. Ezt nevezik ökofágiának vagy a szürke gó problémájának.
A molekuláris összeszerelők építésének egyik módszere a biológiai rendszerek által alkalmazott evolúciós folyamatok utánzása. A biológiai evolúció véletlenszerű variációval, a kevésbé sikeres változatok selejtezésével és a sikeresebb változatok szaporodásával párosul. A komplex molekuláris összerakók előállítása egyszerűbb rendszerekből fejlődhetett ki, mivel "A működő komplex rendszer mindig egy működő egyszerű rendszerből fejlődött ki". . . A semmiből tervezett összetett rendszer soha nem működik, és nem is lehet foltozgatni, hogy működjön. Újra kell kezdeni, egy működő rendszerrel kezdve." A legtöbb közzétett biztonsági irányelv azonban "ajánlásokat tartalmaz a ... replikátorok olyan kialakításának ellen, amelyek lehetővé teszik a túlélő mutációt vagy az evolúciót".
A legtöbb összeszerelő terv a "forráskódot" a fizikai összeszerelőn kívül tartja. A gyártási folyamat minden egyes lépésénél az adott lépést egy közönséges számítógépes fájlból olvassák be, és "továbbítják" az összes összeszerelőnek. Ha bármelyik összeszerelő kikerül az adott számítógép hatótávolságán kívülre, vagy ha a számítógép és az összeszerelők közötti kapcsolat megszakad, vagy ha a számítógépet kihúzzák a hálózatból, az összeszerelők leállítják a replikálást. Az ilyen "broadcast-architektúra" egyike a "Foresight Guidelines on Molecular Nanotechnology" által ajánlott biztonsági jellemzőknek, és a 137 dimenziós replikátor-tervezési tér Freitas és Merkle által nemrégiben közzétett térképe számos gyakorlati módszerrel szolgál, amelyekkel a replikátorok jó tervezéssel biztonságosan ellenőrizhetők.

## Drexler és Smalley vitája
Fő cikk: Drexler-Smalley vita a molekuláris nanotechnológiáról
A "molekuláris összeszerelők" egyes koncepcióinak egyik legszókimondóbb kritikusa Richard Smalley professzor (1943-2005) volt, aki a nanotechnológiához való hozzájárulásáért Nobel-díjat kapott. Smalley úgy vélte, hogy az ilyen összeszerelők fizikailag nem lehetségesek, és tudományos ellenvetéseket fogalmazott meg velük szemben. Két fő technikai ellenvetését a "kövér ujjak problémájának" és a "ragadós ujjak problémájának" nevezte el. Úgy vélte, hogy ezek kizárják az olyan "molekuláris összeszerelők" lehetőségét, amelyek az egyes atomok precíz kiválasztásával és elhelyezésével működnek. Drexler és munkatársai egy 2001-es publikációban válaszoltak erre a két problémára.
Smalley úgy vélte továbbá, hogy Drexler spekulációi a "molekuláris összeszerelőkkel" egyenlővé tett önreprodukáló gépek apokaliptikus veszélyeiről veszélyeztetnék a nanotechnológia fejlesztésének közvélemény általi támogatását. A Drexler és Smalley között a molekuláris összeszerelőkkel kapcsolatban kialakult vita kezelésére a Chemical & Engineering News egy levélváltásból álló pont-ellenpontot tett közzé, amely a kérdésekkel foglalkozott.

## Szabályozás
A "molekuláris összeszerelőknek" nevezett rendszerek erejéről szóló spekulációk szélesebb körű politikai vitát váltottak ki a nanotechnológia következményeiről. Ez részben annak köszönhető, hogy a nanotechnológia nagyon tág fogalom, és magában foglalhatja a "molekuláris összeszerelőket" is. A fantasztikus molekuláris összeszerelők lehetséges következményeiről szóló vita a jelenlegi és a jövőbeli nanotechnológia szabályozására irányuló felhívásokat váltott ki. A gyártott termékekbe beépülő nanotechnológia lehetséges egészségügyi és ökológiai hatásaival kapcsolatban nagyon is valós aggodalmak merülnek fel. A Greenpeace például megbízást adott egy nanotechnológiával kapcsolatos jelentésre, amelyben aggodalmának ad hangot a környezetbe került nanoanyagok toxicitását illetően. A jelentés azonban csak futólag utal az "összeszerelő" technológiára. Az Egyesült Királyság Királyi Társasága és a Királyi Mérnöki Akadémia is megrendelt egy jelentést "Nanotudomány és nanotechnológiák: lehetőségek és bizonytalanságok" címmel a nanotechnológia nagyobb társadalmi és ökológiai hatásairól. Ez a jelentés nem tárgyalja a potenciális úgynevezett "molekuláris összeszerelők" által jelentett veszélyt.

## Hivatalos tudományos felülvizsgálat
2006-ban az amerikai Nemzeti Tudományos Akadémia közzétette a molekuláris gyártásról szóló tanulmány jelentését egy hosszabb jelentés részeként, A Matter of Size: Triennial Review of the National Nanotechnology Initiative A tanulmányozó bizottság áttekintette a Nanosystems műszaki tartalmát, és következtetésében megállapítja, hogy egyetlen jelenlegi elméleti elemzés sem tekinthető véglegesnek a lehetséges rendszerteljesítmény számos kérdését illetően, és hogy a nagy teljesítményű rendszerek megvalósításának optimális útjai nem jósolhatók meg biztonsággal. Kísérleti kutatást javasol az e területen szerzett ismeretek bővítése érdekében:
"Bár elméleti számítások ma már elvégezhetők, az ilyen alulról felfelé építkező gyártási rendszerek kémiai reakcióciklusainak, hibaarányainak, működési sebességének és termodinamikai hatékonyságának végül elérhető tartománya jelenleg nem jósolható meg megbízhatóan. Így a gyártott termékek végül elérhető tökéletessége és összetettsége, bár elméletben kiszámítható, nem jósolható meg megbízhatóan. Végül, jelenleg nem lehet megbízhatóan megjósolni azokat az optimális kutatási utakat, amelyek a biológiai rendszerek termodinamikai hatásfokát és egyéb képességeit jelentősen meghaladó rendszerekhez vezethetnek. E cél eléréséhez a legmegfelelőbb az olyan kutatásfinanszírozás, amely a kutatók azon képességén alapul, hogy olyan kísérleti demonstrációkat tudnak produkálni, amelyek az absztrakt modellekhez kapcsolódnak, és hosszú távú elképzeléseket irányítanak."

## Szürke gó
Az egyik lehetséges forgatókönyv, amelyet elképzeltek, az irányíthatatlanul önreprodukáló molekuláris összeállítódások, a szürke trutyi formájában, amely szenet fogyaszt a replikáció folytatásához. Ha az ilyen mechanikus replikáció ellenőrizetlen marad, akkor potenciálisan egész ökorégiókat vagy az egész Földet felfalhatja (ökofágia), vagy egyszerűen túlszárnyalhatja a természetes életformákat a szükséges erőforrásokért, mint például a szén, az ATP vagy az UV-fény (amivel egyes nanomotoros példák működnek). Az ökofágia és a "grey goo" forgatókönyvek azonban, akárcsak a szintetikus molekuláris összeszerelők, még hipotetikus technológiákon alapulnak, amelyeket még nem sikerült kísérletileg demonstrálni.